# Neta Elkayam
Neta Elkayam (in ebraico נטע אלקיים‎?; in arabo نيطع القايم‎?; Netivot, 1980) è una cantante, musicista e artista israeliana di origine marocchina.

## Biografia
Neta Elkayam è nata a Netivot nel 1980 da una famiglia ebraica marocchina.
Il padre Michael Elkayam, artista, è immigrato in Israele da Tinghir, mentre la madre, la cui famiglia è originaria di Illigh, è di Casablanca.
Cresciuta in un ambiente permeato dalla cultura e dalle tradizioni marocchine, Neta ha avuto l'occasione di costruire un forte legame identitario con il paese di origine della famiglia, rafforzato anche grazie alla vicinanza con la nonna, la quale le ha trasmesso la conoscenza della lingua araba marocchina.
Sposata con il musicista Amit Hai Cohen, Neta vive a Gerusalemme.